# Rio (programa)
O rio é o sistema de janelas do Plan 9 from Bell Labs, mais conhecido por seu sistema de gerenciamento de janelas transparente para o aplicativo sendo executado.

## Características
Muitas de suas características incorporam conceitos-chave de design do Plan 9:
- Cada janela é executada em seu próprio namespace.
- Exporta uma interface de sistema de arquivos para aplicativos sendo executados. Esta interface é a mesma que rio recebe do sistema operacional, de forma que rio pode ser executado dentro de uma janela rio sem qualquer configuração especial. E, visto que a interface usa 9P, rio é transparente para a rede, mesmo sem incluir qualquer código relativo a ela.
- As janelas são tratadas como sendo texto completamente editável.

## História
O rio é a mais recente de uma longa série de GUIs desenvolvidas nos Bell Labs, a maioria por Rob Pike, incluindo o primeiro sistema gráfico de janelas para UNIX (e que precedeu o X), o sistema de janelas concorrente, e o terminal Blit.
O rio é uma versão completamente reescrita do 8½ em Alef. A principal mudança é que deixou de analisar e reescrever comandos gráficos, deixando que o cliente escrevesse os pixels diretamente. Isto foi feito principalmente por eficiência. Como Alef desapareceu devido a dificuldade de ser mantido com a quantidade de pessoas que trabalhavam na Plan 9 nessa época, rio foi reescrito em C. Isto foi feito usando a biblioteca de processos inspirada pelo Alef e que possuía a maioria de suas características, como bloquear canais para comunicação entre threads e processos. Outra mudança importante, devida mais ao ambiente do que ao rio propriamente, foi que o rio passou a dar suporte total a cores usando álgebra Porter-Duff.